# Aguinaldo
Aguinaldo é um município de  segunda classe de renda municipal (d) na província Ifugao, nas Filipinas. De acordo com o censo de 1 de maio  de  2020 possui uma população de 21 128 pessoas e 5 571 domicílios.